# Alexander Magnus Ahlqvist
Alexander Magnus Ahlqvist, född 27 januari 1800 i Söderköping, död 9 oktober 1890 i Högby socken, var en svensk präst i Högby församling.

## Biografi
Alexander Magnus Ahlqvist föddes 27 januari 1800 i Söderköping. Han var son till rådmannen Abraham Ahlqvist och Anna Brita Berg. Ahlqvist blev 1818 student vid Uppsala universitet och prästvigde 4 januari 1824. Han tog pastoralexamen 10 juni 1839 och blev 23 november 1842 komminister i Hogstads församling, tillträdde 1844. Ahlqvist blev 20 november 1854 kyrkoherde i Högby församling och tillträdde 1856.  Han avled 9 oktober 1890 i Högby socken.

### Familj
Ahlqvist gifte sig 4 juli 1843 med Amalia Charlotta Wallberg (1812–1907). Hon var dotter till kronolänsmannen Johan Gustaf Wallberg och Eva Charlotta Utterberg. De fick tillsammans sonen Gustaf Alexander Abraham Ahlqvist (1851–1878) som arbetade som agronom.